# Llaés
Llaés (de vegades escrit Llaers) és una entitat de població del municipi de Ripoll a la comarca del Ripollès, pertanyent a la comarca natural del Bisaura. En el cens de 2023 tenia 17 habitants. Va ser incorporat al municipi de Ripoll el 1857.
Dominada pel Castell de Llaés, en aquesta zona hi podem trobar les Baumes del Teixidor. També destaca el Panteó de Llaés (1874), un vestigi de la Tercera Guerra Carlina. És un monument commemoratiu de l'afusellament de 75 carrabiners liberals en mans de les forces carlines de Francesc Savalls el 1874.